# Sô-Ava
Sô-Ava è una città situata nel dipartimento dell'Atlantico nello Stato del Benin con 93 424 abitanti (stima 2006).

## Amministrazione
Il comune è formato dai seguenti 7 arrondissement:
- Ahomey-Lokpo
- Dékanmey
- Ganvié I
- Ganvié II
- Houédo-Aguékon
- Sô-Ava
- Vekky